# Première circonscription de Konteb
La première circonscription de Konteb est une des 121 circonscriptions législatives de l'État fédéré des nations, nationalités et peuples du Sud, elle se situe dans la Zone Hadiya. Son représentant actuel est Feleqe Hayle Bechage.